# Едвард Дембовський
Едвард Дембовський (пол. Edward Dembowski, 25(13).04, за іншими даними, 31(19).05.1822 — ймовірно 27 (15).02.1846) — польський філософ, журналіст, революціонер.

## Біографічна довідка

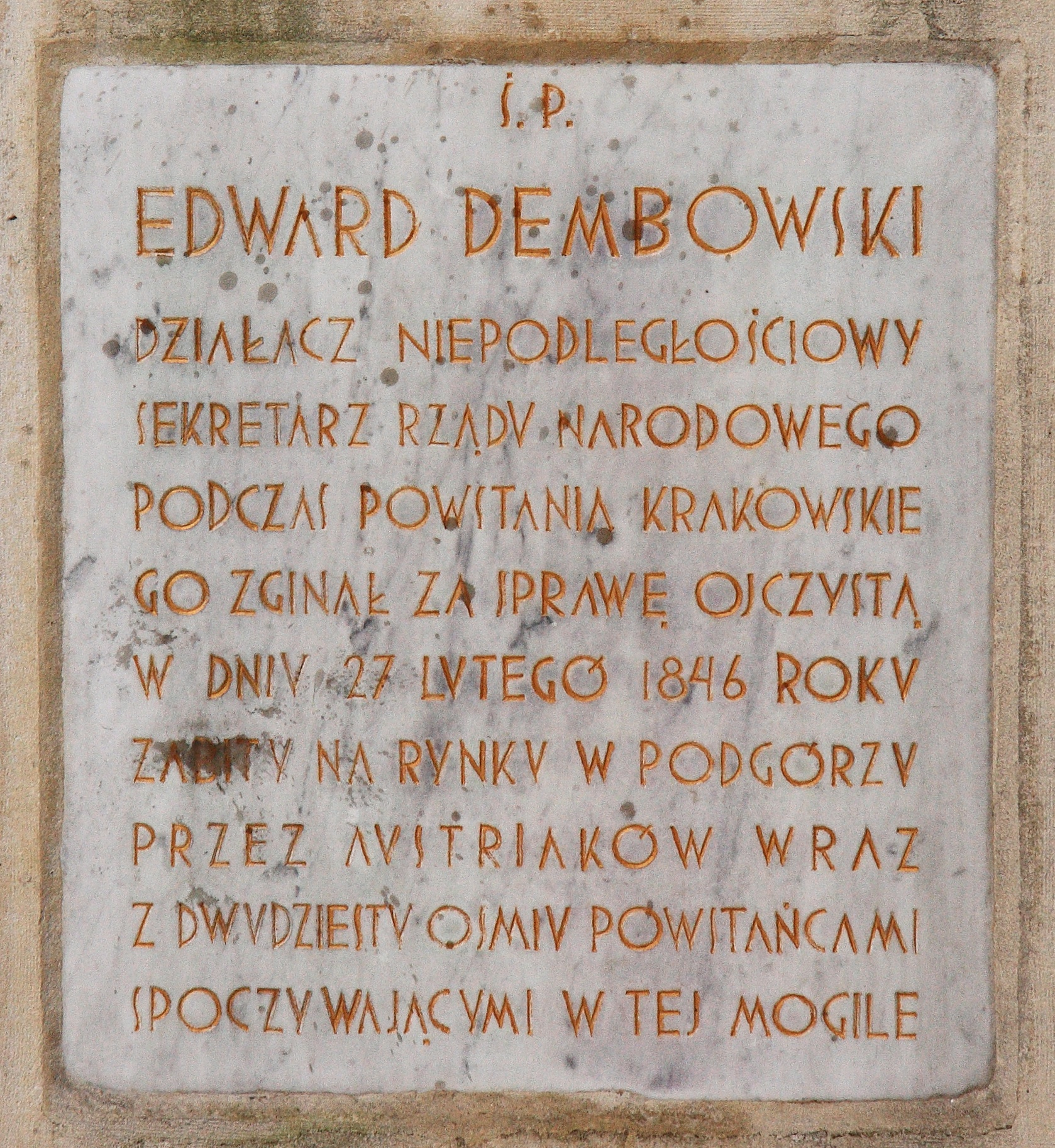
Могила Дембовського

Народився в м. Варшава. Походив із заможної аристократичної родини Леона Дембовського та його дружини Юлії з роду Кохановських, доньки сенатора Царства Польського. Освіту здобув удома, в с. Клементовичі, під м. Люблін (Польща). У 1837 мешкав з батьками у Варшаві. Дебютував як публіцист. Зокрема висвітлював життя та діяльність З. Доленґи-Ходаковського, популяризував твори представників «Української школи» в польській літературі, а також П. Шафарика, І. Даниловича, В. Мацейовського та ін. авторів, закликавши до критичного розгляду історичних праць. У 1840 подорожував Польщею, Німеччиною, Швейцарією, Італією. 1841-го взяв шлюб із Анелею Хленбовською, отримав від рідних маєток.
У 1842 видавав часопис «Przegląd naukowy», долучився до нелегальної Спілки польського народу, у 1843 таємно перетнув кордон Російської імперії, виступав у познанській пресі, налагодив контакти з Польським демократичним товариством, радикальною «Плебейською спілкою». Зазнав репресій. У 1844 висланий з Пруссії. В Брюсселі (Бельгія) познайомився з Й. Лелевелем. У 1845 В Галичині (в тому числі — Львові та на Самбірщині) організовував антиурядову боротьбу. Допоміг надрукувати за кордоном низку пропагандистських праць свого брата в перших Генрика Каменського — вченого і письменника, ветерана польського повстання 1830—1831.
Дембовський — учасник Краківської революції 1846. У маєтку Величка (нині в Республіці Польща) 24(12) лютого проголосив народний визвольний рух, створив 200-особовий збройний загін з гірників і ремісників, допровадив з ним касу місцевої соляної копальні до м. Краків. Був призначений на посаду секретаря повстанського диктатора Я. Тиссовського, заснував «Революційний клуб». Під його впливом республіканський уряд декларував ліквідацію панщини та привілеїв шляхти, утверджував рівноправність громадян, скасування титулів.
Очоливши процесію, що рушила з агітацією до галицьких селян, згинув поблизу Кракова в зіткненні з австрійським військом. Однак, оскільки його тіла не виявилося серед полеглих (та й пізніша ексгумація похованих там жертв теж не підтвердила звістки про його тодішню смерть), виникли припущення про те, що Дембовський зник невпізнаним і, за однією з версій, очолив партизанську ватагу в Карпатах.

## Твори
- Pisma, t. 1—5. Warszawa, 1955.